# Nagyhegyes
Nagyhegyes è un comune dell'Ungheria di 2.710 abitanti (dati 2001). È situato nella contea di Hajdú-Bihar.